# Vossevangen
Vossevangen (nor. nynorsk: Vossavangen) – miasto w Norwegii, w okręgu Vestland, siedziba gminy Voss, nad wschodnim brzegiem jeziora Vangsvatnet.

## Religia
W Vossevangen znajduje się luterański kościół Voss, znany również jako Vangskyrkja, wzniesiony w latach 70. XIII wieku.

## Transport
W mieście znajduje się stacja kolejowa Voss, obsługująca zarówno ruch lokalny na linii Bergen – Myrdal, jak i pojazdy linii Bergensbanen, łączącej Oslo z Bergen. Jest węzłem komunikacyjnym wielu linii autobusowych.

## Oświata
W Vossevangen działa m.in. szkoła podstawowa „Vangen skule”, pięć szkół średnich oraz uniwersytet Voss Folkehøgskule.